# M2
 Тази статия е за звездния куп.  За модела автомобили вижте БМВ Серия 2 (среден автомобил).  
 Тази статия е за звездния куп.  За ТВ канала вижте М2 (телевизия).  
М2 (също познат като NGC 7089) е кълбовиден звезден куп в съзвездието Водолей.
М2 има ширина 175 светлинни години и съдържа над 150 000 звезди, което прави купа един от най-големите кълбовидни звездни купове в нашата галактика. Има елипсовидна форма, която се забелязва на фотографиите. На разстояние 37 000 св.г. той лежи отвъд Галактичния център. Неговата видима звездна величина е 6.5 и диаметър около 7’, от който около 5’ е яркия сгъстен централен регион. Неговите най-ярки звезди са червени и жълти гиганти с магнитуд 13, докато звездите в хоризонталните области са със среден магнитуд 16,1. Възрастта му се оценява на 13.2 милиарда години. 
Повечето от неговите 21 познати променливи звезди са от типа RR от лира с къси периоди, по-малки от един ден. Три от тях са класически цефеиди с периоди 15,57, 17,55 и 19,30 дни и магнитуд около 13. Една променлива е от тип RV от Бик, чийто магнитуд варира между 12,5 и 14 за 69,09 дни.
С видим магнитуд 6,5 М2 трудно се открива с просто око – той е на границата на видимостта, но е лесна мишена за биноклите. С 4” телескоп не могат да се видят звездите в купа, но той ще покаже някои от ярките членове на купа на фона на мъгливата фигура на М2. С 8” телескоп се виждат повечето звезди, а тези в центъра – при добри атмосферни условия. Голям инструмент с апертура 10” и повече ще покаже всички звезди в купа. Тъмната прахова ивица, която пресича края на купа в посока север-изток може да се види в 16” инструмент, с който могат да се забележат и други тъмни забележителности.
Открит е от италианския астроном Жан-Доминик Маралди през 1746 г. Уилям Хершел първи е видял индивидуалните звезди през 1794 г.
Разстоянието до М2 e изчислено на около 37 500 светлинни години.